# Felix Haffner (Mediziner)
Felix Haffner (* 18. Oktober 1886 in Marbach am Neckar; † 18. März 1953 in Tübingen) war ein deutscher Pharmakologe, Toxikologe und Hochschullehrer.

## Leben
Nach dem Abitur studierte Felix Haffner in Tübingen und München Medizin. Dort wurde er 1913 mit einer Arbeit Ueber die Wirkung des Calciums auf die Atmung bei Hermann von Tappeiner promoviert. Während seines Studiums wurde er im Wintersemester 1905/06 Mitglied der Burschenschaft Germania Tübingen. Nach dem Ersten Weltkrieg habilitierte sich 1922 Haffner Über den Mechanismus von Hämolyse und Agglutination durch Ionen. Anschließend wechselte er an die Universität Freiburg im Breisgau zu Walther Straub. Er folgte 1925 einem Ruf nach Königsberg als ordentlicher Professor und Nachfolger von Hermann Wieland. Schließlich kehrte er 1927 an seinen Studienort Tübingen auf einen dortigen Lehrstuhl für Pharmakologie zurück.

## Werk
Ein Forschungsschwerpunkt Haffners war die Standardisierung von Arzneimitteln. Dazu entwickelte er Untersuchungsmethoden, beispielsweise für die Prüfung schmerzstillender Präparate. Er konzipierte Normdosen für das Rezeptieren von Arzneimitteln, die teils heute noch angewandt werden, und begründete damit das pharmakologische Standardwerk „Normdosen gebräuchlicher Arzneistoffe und Drogen“, das in zahlreichen Neuauflagen bis in die Gegenwart erscheint.

## Ehrungen
- Die Universität Tübingen verlieh zeitweilig den nach ihm benannten Felix-Haffner-Preis für klinische Pharmakologie.[2]

## Publikationen (Beispiele)
- Ueber die Wirkung des Calciums auf die Atmung. In: Archives internationales de pharmacodynamie et de thérapie, Bd. 23 (1913) (29 S.) (Dissertation Universität München).

- Über den Mechanismus von Hämolyse und Agglunination durch Ionen. In: Pflügers Archiv für die gesamte Physiologie der Menschen und der Tiere, Bd. 196 (1922), S. 15–59 (Habilitationsschrift Universität München).

- Experimentelle Prüfung schmerzstillender Mittel. In: Deutsche Medizinische Wochenschrift, Bd. 55 (1929), S. 731–733.
- mit weiteren Autoren: Normdosen gebräuchlicher Arzneistoffe und Drogen. Stuttgart: Wissenschaftliche Verlagsgesellschaft, zahlreiche Neuauflagen bis in die Gegenwart (28. Auflage. Loseblattausgabe, ISBN 978-3-8047-4394-6).